# Euchromia ceramica
Euchromia ceramica är en fjärilsart som beskrevs av Embrik Strand 1917. Euchromia ceramica ingår i släktet Euchromia och familjen björnspinnare. Inga underarter finns listade i Catalogue of Life.